# Idioma naucano
El naucano es un idioma esquimal-aleutiano. Sus aproximadamente 200 hablantes se encuentran en los pueblos de Lavrentiya y Lorino, en Chukotka, (Rusia). La lengua es parcialmente inteligible con el chaplino, que también se habla en Rusia.